# 10,5 cm leFH 16
Il 10,5 cm leichte Feldhaubitze M. 16, abbreviato in leFH 16, era un obice campale leggero da 105 mm impiegato dall'Esercito tedesco ed entrato in servizio nel 1896.

## Storia
Il leFH 16 fu progettato dalla Rheinmetall durante la Grande Guerra per rimpiazzare il vecchio obice leggero standard 10,5 cm FH 98/09. Realizzato da diversi stabilimenti, cominciò ad essere consegnato alle truppe all'inizio del 1917; alla fine della guerra era stato prodotto in 3 044.
Il leFH 16 fu utilizzato dall'esercito imperiale nella prima e dalla Wehrmacht nella seconda guerra mondiale. Il pezzo impiegava lo stesso affusto del 7,7 cm FK 16. L'obice, dopo la Grande Guerra, fu consegnato come riparazione di guerra al Belgio ed impiegato dall'Armée belge come Obusier de 105 GP; questi esemplari furono catturati dalla Wehrmacht dopo l'occupazione del 1940 e immessi in servizio come 10,5 cm leFH 327 (b).

## Tecnica
Il LeFH 16 aveva una canna più lunga del predecessore, con un nuovo tipo di otturatore a cuneo orizzontale, a manovra singola. La munizione separata a cartoccio-bossolo era la stessa le FH 98/06, con l'aggiunta di una nuova granata caricata a gas, chiamata C-Geschoss.